# Südlicher Schwarzlangur
Der Südliche Schwarzlangur oder Laos-Langur (Trachypithecus laotum) ist eine Primatenart aus der Gruppe der Schlankaffen (Presbytini). Er gehört innerhalb der Haubenlanguren zur francoisi-Gruppe, einer Gruppe vorwiegend schwarz gefärbter, hauptsächlich auf der Indochinesischen Halbinsel lebender Languren. Der Hatinh-Langur wird manchmal als Unterart des Südlichen Schwarzlangurs geführt.

## Merkmale
Das Fell dieser Primaten ist überwiegend schwarz gefärbt, auf der Stirn erstreckt sich ein breiter, weißer Streifen. Auch rund um den Mund und an der Kehle sowie im Bereich zwischen den Mundwinkeln und den Ohren können helle Haare vorhanden sein. Der Haarschopf ist weiß, die Spitze ist schwarz. Die unbehaarte Haut des Gesichts, der Ohren und von Händen und Füßen ist schwarz. Wie alle Haubenlanguren sind sie schlanke Primaten mit langem Schwanz. Die Tiere erreichen eine Kopf-Rumpf-Länge von 55 bis 67 cm (Männchen) bzw. 46 bis 54 cm (Weibchen) und haben einen 85 bis 90 cm (Männchen) bzw. 81 bis 85 cm (Weibchen) langen Schwanz. Das Gewicht der ausgewachsenen Männchen liegt bei 7 bis 8 kg, das der kleiner bleibenden Weibchen bei 6 bis 7 kg.

## Verbreitung, Lebensraum und Lebensweise

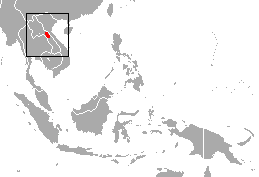
Verbreitungsgebiet des Südlichen Schwarzlanguren

Der Südliche Schwarzlangur ist in Laos endemisch, wo er die zentralen Landesteile bewohnt (vom Süden der Provinz Bolikhamsai bis zum Zentrum von Khammuan).
Lebensraum der Art sind Karstgebiete in denen lediglich die Täler bewaldet sind. Etwa die Hälfte des Territoriums im Verbreitungsgebiet ist nur von spärlicher Felsvegetation bewachsen, 40 % werden von lichten, immergrünen Wäldern bedeckt. Über die Lebensweise ist wenig bekannt. Diese Tiere sind tagaktiv, halten sich mehr auf Felsen als auf Bäumen auf und bewegen sich vorwiegend vierbeinig fort. Sie leben in Haremsgruppen aus einem Männchen, einem oder mehreren Weibchen sowie den Jungtieren. Die bisher beobachteten Gruppen bestanden aus fünf bis zehn Individuen. Südliche Schwarzlanguren sind Pflanzenfresser, die sich vorwiegend von Blättern ernähren.
Auch über den Gefährdungsgrad ist wenig bekannt. Die IUCN listet die Art unter „zu wenig Daten vorhanden“ (data deficient).